# Simone Moro
Simone Moro (Bergamo, 27 ottobre 1967) è un alpinista, scrittore e aviatore italiano.
Salito sulla cima di otto dei quattordici ottomila, detiene il record di maggior numero di ascensioni in prima invernale sugli ottomila con le scalate dello Shisha Pangma (2005), Makalu (2009), Gasherbrum II (2011) e Nanga Parbat (2016).

## Biografia
Inizia a praticare arrampicata all'età di 13 anni, cominciando sulle Alpi Orobie e spostandosi successivamente sulle Dolomiti. Nel 1985 inizia a dedicarsi all'arrampicata sportiva realizzando nel 1987 la sua prima via di grado di difficoltà 8a e, nel 1989, circa trenta salite sino all'8b+. Nel 1990 parte per il servizio militare, frequentando il 138º corso AUC alla Scuola Militare Alpina di Aosta. Dopo aver terminato i sei mesi di corso come allievo, svolge il rimanente periodo di servizio con il grado di sottotenente degli Alpini. Al termine dei quindici mesi di servizio militare ritorna all'arrampicata, ricoprendo il ruolo di allenatore della nazionale dal 1992 al 1996.
Nel 1992 inizia la sua esperienza di alpinista himalayano, diventata poi preponderante nella sua attività alpinistica. Ha realizzato oltre 36 spedizioni alpinistiche extraeuropee ed è giunto in cima a otto dei quattordici ottomila. Ha raggiunto quattro volte la vetta dell'Everest con l'utilizzo di ossigeno supplementare, compiendo anche la traversata sud-nord nel maggio 2006. Molte di queste ascensioni sono state compiute "in velocità". Al suo attivo ci sono inoltre sei salite su cime di 7000 metri e altrettante su cime di 6000 metri. Ha compiuto inoltre altre salite nella stagione invernale, come quella, incompleta e conclusa con una ritirata dopo 5 giorni di maltempo in parete, sulla parete sud dell'Aconcagua nel 1993, con Lorenzo Mazzoleni. Ha tentato due volte l'Annapurna I senza raggiungere la vetta: nel dicembre 1997, quando una valanga lo travolse insieme ai suoi due compagni di spedizione Dmitrij Sobolev e Anatolij Bukreev, che non sopravvissero all'incidente; e nel 2004, quando dovette ritirarsi a poca distanza dalla cima per problemi di salute.
Nel 2001 tenta con Denis Urubko il concatenamento del Lhotse e dell'Everest. La notte prima dell'attacco alla vetta del Lhotse, mentre si trova in tenda a 8000 metri con Urubko e alpinisti di un'altra spedizione, riceve una richiesta di soccorso per Tom Moores, giovane scalatore inglese caduto dalla parete. Sconsigliato nell'impresa dai vari alpinisti presenti, Moro decide di partire, in solitaria e in notturna, alla ricerca dell'alpinista. Lo trova ferito, senza guanti e ramponi. Lo lega e tirandolo risale per 200 metri di dislivello per evitare di rimanere esposto alle valanghe, per trasportarlo poi sino alle tende. Per questo salvataggio Moro riceve nel 2002 la medaglia d'oro al valor civile e altri riconoscimenti. Il giorno successivo deve abbandonare la scalata del Lhotse a 8300 metri per le troppe energie spese nella notte. Urubko sale in cima al Lhotse da solo, ridiscende al colle Sud, ma poi in segno di amicizia verso Moro abbandona la scalata dell'Everest affermando: "Siamo un team, riproveremo insieme".

Nel 2003, insieme a Jean-Christophe Lafaille, apre una nuova via sul versante Diamir del Nanga Parbat, ma deve ritirarsi prima della vetta a causa della scarsa acclimatazione. Nello stesso anno si laurea con 110 e lode in scienze motorie all'Università di Bergamo, con una tesi sull'alpinismo ad altitudini estreme. Il 14 gennaio 2005, con il polacco Piotr Morawski, effettua la prima ascensione invernale dello Shisha Pangma, 8027 m. Il 1º agosto 2008, in compagnia dell'alpinista valdostano Hervé Barmasse, effettua la prima ascensione della cima Sud del Beka Brakai Chhok, montagna del Karakorum alta 6810 m, dopo gli infruttuosi tentativi effettuati da spedizioni inglesi e neozelandesi. Il 9 febbraio 2009, insieme al kazako Denis Urubko, realizza la prima salita invernale del Makalu, 8463 m s.l.m., uno dei sei ottomila ancora inviolati in inverno. La salita è effettuata in puro stile alpino e, in ragione della stagione, in condizioni avverse: vento a oltre 100 km/h e temperature fino a -40 gradi con 3000 metri di dislivello da superare a partire dal campo base avanzato (5400 m s.l.m.). Reinhold Messner si è complimentato per l'impresa in un articolo su La Gazzetta dello Sport:
(Reinhold Messner, articolo su la Gazzetta dello sport del 15 febbraio 2009)
Il 2 febbraio 2011, sempre insieme a Denis Urubko e allo statunitense Cory Richards, realizza la prima salita invernale del Gasherbrum II, 8035 m s.l.m. La salita rappresenta anche la prima invernale di un 8000 del Karakorum. Con questa ascensione, inoltre, Moro diventa l'unico alpinista insieme ai polacchi Krzysztof Wielicki e Jerzy Kukuczka ad aver salito tre ottomila in prima invernale assoluta. Durante la discesa dal campo 1 al campo base, i tre alpinisti vengono travolti da una valanga sotto il Gasherbrum V, i tre riescono a restare a galla, nuotando nella neve e senza respirare per evitare di inalare la polvere di ghiaccio. Moro riesce a liberarsi per primo e raggiunge ed estrae dalla neve i due compagni, che sono riusciti a tenere fuori dalla neve solamente la testa. Sopravvissuti senza ferite rilevanti, rientrano al campo base. Nell'inverno 2011-2012 tenta insieme a Denis Urubko la prima ascensione invernale del Nanga Parbat, tentando inoltre l'apertura di una nuova via. È costretto a rinunciare a causa del maltempo persistente e della gran quantità di neve fresca depositatasi sulla montagna.
Nella primavera del 2012 progetta nuovamente di concatenare la salita dell'Everest e del Lhotse, sempre senza l'uso di ossigeno, ma vi rinuncia il 23 maggio a causa dell'eccessivo affollamento della montagna. C'erano infatti oltre 200 persone sulla via, il che la rendeva estremamente pericolosa. Nella primavera 2013 è di nuovo sull'Everest per tentare la salita di una nuova via assieme a Ueli Steck e Jon Griffith, tuttavia il gruppo viene coinvolto in un'aggressione da parte di alcune decine di sherpa durante uno dei primi giorni di salita; minacciati, sospendono la spedizione fuggendo nell'oscurità verso il campo base. Nell'inverno 2013-2014 tenta nuovamente la scalata invernale del Nanga Parbat, desistendo a 6500 metri di quota dopo tre tentativi, effettuati in parte collaborando con una spedizione di polacchi.
Nell'inverno 2014-2015, a causa delle abbondanti nevicate, rinuncia al progetto di concatenamento Manaslu (8163 m) vetta principale - Pinnacolo Est (7992 m), tentativo effettuato con Tamara Lunger. Nell'inverno 2015-2016, dopo i tentativi falliti degli anni precedenti, torna al Nanga Parbat, inizialmente dichiarando di voler effettuare una salita in stile alpino e senza comunicare, per recuperare il senso di esplorazione; poi, cedendo ai timori che la via Messner fosse troppo pericolosa, cambia piano, e si aggrega alla spedizione Txikon-Sadpara-Nardi, ma quest'ultimo viene poi escluso dalla spedizione. Riesce questa volta a realizzare la prima salita invernale il 26 febbraio, insieme allo spagnolo Alex Txikon e al pakistano Ali Sadpara. Il quarto componente della spedizione, l'italiana Tamara Lunger, si ferma invece a soli 70 metri dalla vetta, esausta. Moro ha affermato che non scalerà mai il K2 in inverno perché sua moglie, al riguardo, ha avuto un brutto presentimento. Nel febbraio del 2018, sempre insieme a Tamara Lunger, scala in Siberia il Monte Pobeda (3003 m), con temperature che raggiungono i -71 °C.
A gennaio 2020, durante l'ascensione al Gasherbrum I con Tamara Lunger, cade per venti metri in un crepaccio a testa in giù, riportando varie contusioni. Con l'aiuto della compagna di cordata, che lo reggeva fuori dal crepaccio, riesce tuttavia a risalire e a mettersi in salvo.

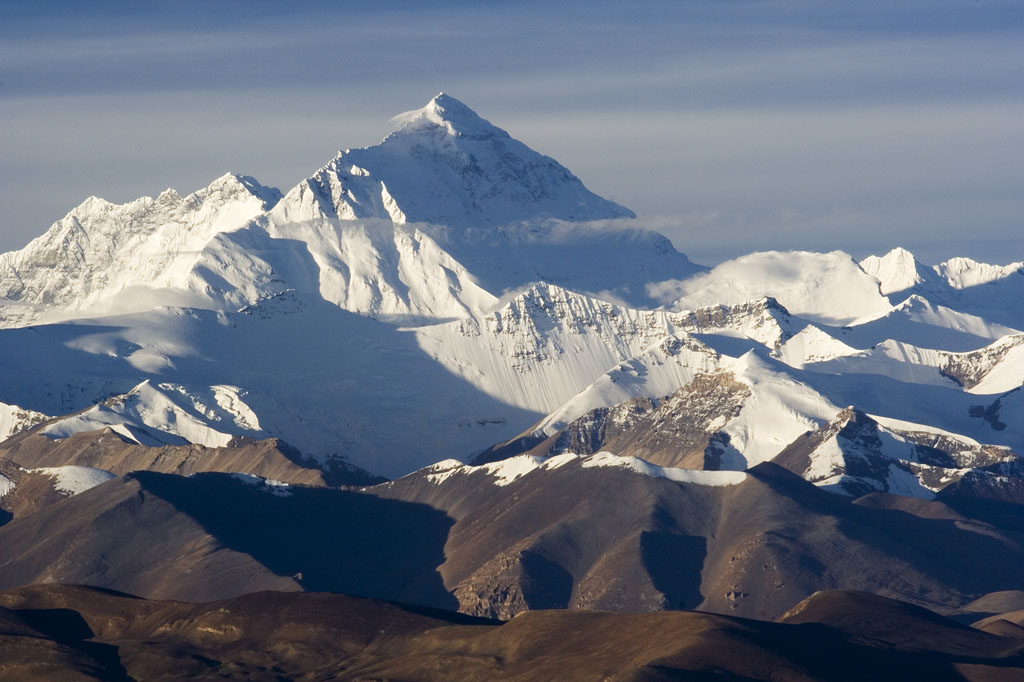
L'Everest, visto da nord, sul quale Simone Moro è salito quattro volte

## Ottomila
- 1996: Shisha Pangma in 27 ore A/R
- 1997: Lhotse (con Anatolij Bukreev e Dimitri Sobolev)
- 2000: Everest da sud, con l'ossigeno.[29]
- 2002: Cho Oyu (in velocità)[30]
- 2002: Everest da nord con l'ossigeno.[31]
- 2003: Broad Peak (in velocità)[32]
- 2005: Shisha Pangma (prima ascensione invernale, con Piotr Morawski)[13]
- 2006: Everest con l'ossigeno (traversata sud-nord, con ascensione in velocità)[33]
- 2009: Makalu (prima ascensione invernale, con Denis Urubko)[15]
- 2010: Everest da sud con l'ossigeno.[34]
- 2011: Gasherbrum II (prima ascensione invernale, con Denis Urubko e Cory Richards)[17]
- 2016: Nanga Parbat (prima ascensione invernale, con Alex Txikon e Ali Sadpara)[26]

## Pilota di elicottero
Nel 2009 Moro diventa pilota di elicottero e si specializza nel soccorso alpino sulle montagne del Nepal, diventando il primo europeo a volare sull'Himalaya. Nel 2011 entra nel team di elisoccorso di una compagnia privata nepalese.
Insieme a suo fratello nel 1994 a Bergamo fonda l'azienda Altitude Srl di cui è presidente.
Il 18 maggio 2012 effettua insieme al pilota Piergiorgio Rosati un recupero in long line sul Tengkangpoche a oltre 6400 m, riconosciuto essere probabilmente il più alto recupero in parete con elicottero mai effettuato. Il 19 maggio 2013 batte il suo stesso record insieme a Maurizio Folini e Armin Senoner, effettuando un recupero in long line a quota 23000 ft (circa 7000 m) e realizzando il più alto avviamento a quota 5300 m. Entrambi i record sono stati realizzati con un AS-350.
Il 25 ottobre 2015 realizza un nuovo record partendo dall'aeroporto di Bolzano, volando sulle Dolomiti raggiunge la quota di 6 705 m s.l.m., ottenendo quindi il primato mondiale per la quota più alta raggiunta con un elicottero biposto con motore a turbina e della categoria E-1a (elicotteri con peso al decollo meno di 500 kg) battendo il precedente record del francese Jean Dabos che nel 1953 arrivò alla quota di 4 879 m s.l.m. L'elicottero utilizzato è l'AvioTecnica ES-101 Raven, un biposto dotato di turbina che pesava al decollo meno di 450 kg. La quota raggiunta da Moro è superiore anche al record di quota realizzato con elicotteri con motore a pistoni della medesima categoria, detenuto dal francese Olivier Gensse con 6 658 m s.l.m.

## Vita privata
Ha due figli: Martina Moro, nata il 22 febbraio 1999, e Jonas Moro, nato il 4 gennaio 2010, da Barbara Zwerger

## Televisione
- Monte Bianco - Sfida verticale (Rai 2, 2015)[44]

## Libri
- Cometa sull'Annapurna, Corbaccio, 2003. ISBN 9788879725903
- 8000 metri di vita, Grafica & Arte, 2008. ISBN 9788872012727
- La voce del ghiaccio. Gli ottomila in inverno: il mio sogno quasi impossibile, Rizzoli, 2012. ISBN 9788817056205
- Everest. In vetta a un sogno, Rizzoli, 2013. ISBN 9788817062961
- In ginocchio sulle ali. La passione per il volo, la missione di soccorso in quota: non voglio smettere di sognare , 2014, Rizzoli. ISBN 9788817073615
- In Cordata, con Mario Curnis, Rizzoli, 2015. ISBN 9788817082457
- Nanga, Rizzoli, 2016. ISBN 9788817090230
- Devo perché posso, Rizzoli, 2017. ISBN 9788817095761
- Siberia -71°. Là dove gli uomini amano il freddo, Rizzoli, 2018. ISBN 9788817105187
- I sogni non sono in discesa, Rizzoli, 2019. ISBN 9788817141147
- Ho visto l'abisso, Rizzoli, 2020. ISBN 9788817149426
- A ogni passo. Le storie di montagna e di vita che racconto a mio figlio, 2021. ISBN 9788817159166

## Onorificenze
Per il medesimo episodio ha ricevuto a Parigi, dal segretario delle Nazioni Unite Kofi Annan, il “David A. Sowles Award”, premio istituito nel 1981 dall'American Alpine Club.
Nel 2010 ha ricevuto il premio "Adventurer of the year", organizzato dalla rivista statunitense Outside Magazine congiuntamente alla fiera "Outdoor & Adventure" di Stoccolma.
Nel 2012 vince il Golden Piton dell'American Alpine Club per la prima salita invernale di sempre di una montagna di 8000 del Karakorum con il Gasherbrum II di 8035 m.